# Fabrice Babou de la Bourdaisière
Pour les autres membres de la famille, voir Famille Babou de La Bourdaisière.
Fabrice Babou de La Bourdaisière ( - 13 janvier 1646) est un prélat français, évêque de Cavaillon.

## Biographie
Camérier du pape Urbain VIII, il est évêque de Cavaillon de 1624 à 1646 et est consacré le 3 mars de la même année par Giulio Savelli avec comme co-consécrateurs Ferdinand Boschetti (en) et Ottavio Mancini, puis est pro vice-légat pontifical d'Avignon de 1634 à 1636.

## Sources
- Marie-Catherine Vignal Souleyreau (édition), Le trésor pillé du roi: Tome 2 : Correspondance du Cardinal de Richelieu,  Paris, éditions L'Harmattan, 2013